# Udo E. Simonis

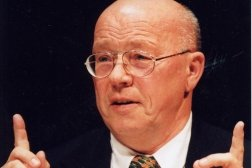
Udo Ernst Simonis (2008)

Udo Ernst Simonis (* 11. Oktober 1937 in Hilgert bei Koblenz) ist ein emeritierter Professor für Umweltpolitik am Wissenschaftszentrum Berlin für Sozialforschung (WZB).

## Wissenschaftlicher Werdegang
Der Diplom-Volkswirt der Universität Freiburg und Doktor der Ökonomie der Christian-Albrechts-Universität Kiel war von 1967 bis 1969 in der sambischen Hauptstadt Lusaka persönlicher Berater des Präsidenten Kenneth Kaunda und erarbeitete dort Projekte zur Landesentwicklung. 1970 erhielt er als einer von zwölf Wissenschaftlern weltweit ein Stipendium der Japanischen Gesellschaft für die Förderung der Wissenschaften (Japan Society for the Promotion of Science), was ihm eine Tätigkeit als Research Fellow am Institut für Entwicklungsländerforschung und an der Universität von Tokio ermöglichte.
1974 wurde Simonis zum Professor für Ökonomie der Technischen Universität Berlin ernannt. Von 1981 bis 1987 war er Direktor des Internationalen Instituts für Umwelt und Gesellschaft (IIUG) am Wissenschaftszentrum Berlin (WZB), und von 1988 bis 2003 dort Forschungsprofessor für Umweltpolitik, seither Professor Emeritus.
Von 1992 bis 1996 war Simonis Mitglied des Wissenschaftlichen Beirats der Bundesregierung Globale Umweltveränderungen (WBGU). Von 1993 bis 2002 war er Vorsitzender des Wissenschaftlichen Beirats und Mitglied des Kuratoriums des Potsdam-Institut für Klimafolgenforschung (PIK). Von 1999 bis 2006 war er Mitglied des Committee for Development Policy (CDP) der Vereinten Nationen, von 2000 bis 2002 Präsident der World Society for EKISTICS (WSE) und von 2004 bis 2007 Co-Chairman der Task Force on Environmental Governance for China. Lange Zeit war er Vorsitzender des Kuratoriums der Deutschen Umweltstiftung und ist weiterhin in mehreren wissenschaftlichen Gremien aktiv.
Seine Forschungsschwerpunkte sind Ökologischer Strukturwandel von Wirtschaft und Gesellschaft und Weltumweltpolitik. Er untersuchte unter anderem die Möglichkeiten zur Gründung einer Weltumweltorganisation.
Simonis hat die Buchreihe Beiträge zur kommunalen und regionalen Planung im Verlag Peter Lang herausgegeben (20 Bände). Von 1991 bis 2016 war er verantwortlicher Redakteur und Mitherausgeber des Jahrbuchs Ökologie, dessen 25 Bände im Verlag C.H. Beck bzw. S. Hirzel erschienen sind.
Von 1967 bis zu ihrem Tod 2023 war er mit der SPD-Politikerin Heide Simonis verheiratet.

## Auszeichnungen
- 1967: Beste Dissertation des Jahres, Rechts- und Staatswissenschaftliche Fakultät der Universität Kiel
- 1985: Buchpreis Wissenschaft der Bundesanstalt für Arbeit (BfA)
- 1998: Umweltpreis Wissenschaft des Bundesdeutschen Arbeitskreises für Umweltbewusstes Management (B.A.U.M.)
- 2002: Ehrenmitglied des Potsdam-Institut für Klimafolgenforschung (PIK)
- 2003: Ehrenpromotion der Leuphana Universität zu Lüneburg zum Dr. rer. nat.
- 2011: UmweltMedienpreis der Deutschen Umwelthilfe (DUH) für sein Lebenswerk[3]
- 2012: Urban Mining Award
- 2016: Ehrenvorsitzender des Vereins der Freunde und Förderer des PIK
- 2017: Bundesverdienstkreuz am Bande

## Schriften (Auswahl)
- Die Entwicklungspolitik der Volksrepublik China 1949 bis 1962. (= Volkswirtschaftliche Schriften. Bd. 123). Duncker & Humblot, Berlin 1968
- mit Reimut Jochimsen (Hrsg.): Theorie und Praxis der Infrastrukturpolitik. Duncker & Humblot, Berlin 1970.
- mit Heide Simonis (Hrsg.): Socioeconomic Development in Dual Economies. The Example of Zambia. Weltforum, München 1971, ISBN 3-8039-0057-3.
- mit Heide Simonis (Hrsg.): Japan. Economic and Social Studies in Development. Harrassowitz, Wiesbaden 1974, ISBN 3-447-01579-9.
- als Hrsg.: Infrastruktur. Theorie und Politik. Kiepenheuer und Witsch, Köln 1977, ISBN 3-462-01173-1.
- mit Tzong-Biau Lin und Rance Lee (Hrsg.): Hong Kong. Economic, Social and Political Studies in Development. M.E. Sharpe, Dawson & Sons, White Plains, New York/ Folkstone, England 1979, ISBN 0-87332-151-0.
- mit Heide Simonis und Rainer Autzen: Stadtentwicklung, Stadterneuerung. Eine Auswahlbibliographie zur städtischen Lebensqualität. Lang, Frankfurt/ Bern/ Cirencester 1980, ISBN 3-8204-6168-X.
- als Hrsg.: Ökonomie und Ökologie. Auswege aus einem Konflikt. Müller, Karlsruhe 1980, ISBN 3-7880-9647-0; siebte ergänzte Auflage ebd. 1994, ISBN 3-7880-9859-7.
- mit Hans Christoph Binswanger, Heinz Frisch, Hans G. Nutzinger, Bertram Schefold, Gerhard Scherhorn und Burkhard Strümpel: Arbeit ohne Umweltzerstörung. Strategien für eine neue Wirtschaftspolitik. Eine Publikation des Bundes für Umwelt und Naturschutz Deutschland (BUND). S. Fischer, Frankfurt 1983, ISBN 3-10-006403-8. (überarbeitete Fassung als Taschenbuch ebd. 1988, ISBN 3-596-24189-8)
- als Hrsg.: Ordnungspolitische Fragen zum Nord-Süd-Konflikt. Duncker & Humblot, Berlin 1983, ISBN 3-428-05277-3.
- als Hrsg.: Entwicklungsländer in der Finanzkrise. Probleme und Perspektiven. Duncker & Humblot, Berlin 1983, ISBN 3-428-05473-3.
- als Hrsg.: Mehr Technik – weniger Arbeit? Plädoyers für sozial- und umweltverträgliche Technologien. Müller, Karlsruhe 1984, ISBN 3-7880-9697-7.
- als Hrsg.: Externe Verschuldung – interne Anpassung. Entwicklungsländer in der Finanzkrise. Duncker & Humblot, Berlin 1984, ISBN 3-428-05681-7.
- als Hrsg.: Entwicklungstheorie – Entwicklungspraxis. Eine kritische Bilanzierung. Duncker & Humblot, Berlin 1986, ISBN 3-428-05973-5.
- Ökologische Orientierungen. Vorträge zur Strukturanpassung von Wirtschaft, Technik und Wissenschaft. Edition Sigma, Berlin 1988, ISBN 3-924859-37-X.
- als Hrsg.: Präventive Umweltpolitik. Campus-Verlag, Frankfurt/ New York 1988, ISBN 3-593-33953-6.
- als Hrsg.: Lernen von der Umwelt – lernen für die Umwelt. Theoretische Herausforderungen und praktische Probleme einer qualitativen Umweltpolitik. Edition Sigma, Berlin 1988, ISBN 3-924859-51-5.
- Wir müssen anders wirtschaften. Ansatzpunkte einer ökologischen Umorientierung der Industriegesellschaft. VAS, Frankfurt 1989, ISBN 3-88864-101-2.
- Beyond growth. Elements of Sustainable Development. Edition Sigma, Berlin 1990, ISBN 3-924859-56-6.
- als Hrsg.: Basiswissen Umweltpolitik. Ursachen, Wirkungen und Bekämpfung von Umweltproblemen. Die Beiträge der RIAS-Funkuniversität. Edition Sigma, Berlin 1990, ISBN 3-89404-308-3.
- mit Otmar Wassermann und Carsten Alsen-Hinrichs: Die schleichende Vergiftung. Die Grenzen der Belastbarkeit sind erreicht. Die Notwendigkeit einer unabhängigen Umwelttoxikologie. Fischer-Taschenbuch-Verlag, Frankfurt 1990, ISBN 3-596-24126-X.
- mit Frank J. Dietz und Jan van der Straaten (Hrsg.): Sustainability and Environmental Policy. Restraints and advances. Edition Sigma, Berlin 1992, ISBN 3-89404-343-1.
- als Hrsg.: Lexikon der Ökologie-Experten. Öko-Test-Verlag, Frankfurt 1993, ISBN 3-929530-00-7.
- mit Robert U. Ayres (Hrsg.): Industrial Metabolism. Restructuring for Sustainable Development. United Nations University Press, 1994, ISBN 92-808-0841-9.
- als Hrsg.: Weltumweltpolitik. Grundriss und Bausteine eines neuen Politikfeldes. Edition Sigma, Berlin 1996, ISBN 3-89404-161-7.
- Globale Umweltpolitik. Ansätze und Perspektiven. BI-Taschenbuchverlag, München u. a. 1996, ISBN 3-411-10581-X.
- mit Rolf Kreibich (Hrsg.): Global Change – Globaler Wandel. Ursachenkomplexe und Lösungsansätze. Causal Structures and Indicative Solutions. Berlin-Verlag, Berlin 2000, ISBN 3-8305-0098-X.
- mit Frank Biermann: Institutionelle Reform der Weltumweltpolitik? Zur politischen Debatte um die Gründung einer Weltumweltorganisation. In: Zeitschrift für internationale Beziehungen. 7. Jg., 1, 2000, S. 163–183.
- als Hrsg.: Die Rousseau-Frage – ökologisch definiert. Hat der Fortschritt der Wissenschaften und Künste dazu beigetragen, die Umwelt zu schützen und zu bewahren? Edition Sigma, Berlin 2002, ISBN 3-89404-227-3.
- mit Ullrich Heilemann (Hrsg.): Ökonomie für die Politik – Politik für die Ökonomie. Ausgewählte Schriften von Reimut Jochimsen. Duncker & Humblot, Berlin 2003, ISBN 3-428-11167-2.
- als Hrsg.: Öko-Lexikon. Beck, München 2003, ISBN 3-406-49477-3.
- Advancing the Debate on a World Environment Organization. In: Andreas Rechkemmer (Hrsg.): UNEO – Towards an International Environment Organization. Approaches to a Sustainable Reform of Global Environmental Governance. Nomos, Baden-Baden 2005, ISBN 3-8329-1120-0, S. 155–175.
- als Hrsg.: Vordenker und Vorreiter der Ökobewegung. 40 ausgewählte Porträts. S. Hirzel, Stuttgart 2014, ISBN 978-3-7776-2394-8.